# Leptochilus electus
Leptochilus electus är en stekelart som först beskrevs av Cresson 1872.  Leptochilus electus ingår i släktet Leptochilus och familjen Eumenidae. Inga underarter finns listade i Catalogue of Life.